# Rio Macaxeira
Rio Macaxeira är ett vattendrag i Brasilien.   Det ligger i delstaten Maranhão, i den nordöstra delen av landet, 1 600 km norr om huvudstaden Brasília.
I omgivningarna runt Rio Macaxeira växer i huvudsak städsegrön lövskog. Runt Rio Macaxeira är det glesbefolkat, med 14 invånare per kvadratkilometer.